# Institut d'histoire des relations internationales contemporaines
L'Institut d'histoire des relations internationales contemporaines (IHRIC) est un centre de recherches spécialisé dans les relations internationales au xixe siècle et au xxe siècle.
L'actuelle présidente de cet institut est l'historienne française Laurence Badel, professeur à l'Université Paris 1 Panthéon Sorbonne ; son secrétaire général est Nicolas Badalassi, maître de conférences HDR à Sciences po Aix ; son trésorier est Stanislas Jeannesson, professeur à Nantes Université.

## Fondation de l'Institut
L'Institut d'histoire des relations internationales contemporaines a été fondé par l'historien Pierre Renouvin à la Sorbonne en 1935. Sa création est officialisée par le décret du 20 janvier 1936, qui le charge de contrôler la gestion de la Bibliothèque de documentation internationale contemporaine (BDIC) et du musée de la Grande Guerre. Jusqu'en 1939 les activités de l'IHRIC et de la BDIC se confondent, mais après la Seconde Guerre mondiale elles se séparent car l'Institut s'oriente vers de nouvelles actions. Il contribue alors au renouvellement de l'historiographie des relations internationales.

## Activités
L'IHRIC compte au milieu des années 1980 plus de 100 membres, dont des associés étrangers. Ses réunions, mensuelles, se tiennent à l'Institut de France.
Il collabore avec l'Institut des hautes études internationales de Genève dans le cadre de la publication de la revue Relations Internationales. Fondée en 1974 par Jean-Baptiste Duroselle et Jacques Freymond, elle publie quatre numéros par an. Avec la Revue d'histoire diplomatique, elle fait partie des deux grandes revues en français à se consacrer à l'histoire des relations internationales.
Depuis 1996 l'IHRIC décerne chaque année le prix Jean-Baptiste Duroselle, attribué à une thèse et à un mémoire de master.